# Diagnósticos da América
A Diagnósticos da América S.A. (também grafada como Dasa) é uma rede de saúde integrada do Brasil e tem a posição de líder em medicina diagnóstica no Brasil e na América Latina e é a 5ª maior do setor no mundo. É composta por um grupo de unidades de medicina diagnóstica presentes em todo o país e um grupo hospitalar. A empresa atua nos segmentos de medicina diagnóstica, vacinação, hospitais de alta complexidade, genômica, oncologia, coordenação de cuidados, atenção primária e secundária, telemedicina e pronto atendimento.

## História
Foi fundada em 1961 por Humberto Delboni e Raul Dias dos Santos sob o nome de Laboratório de Análises Clínicas MAP. Em 1974, Caio Auriemo juntou-se à sociedade, que foi renomeada para Delboni Auriemo. No ano 2000, tornou-se Diagnósticos da América. As ações da empresa são negociadas na Bolsa de Valores de São Paulo desde a Oferta Pública Inicial (IPO) que aconteceu no ano de 2004.
Em 2011, a família Bueno (ex-proprietária da Amil) adquiriu 24% das ações e posteriormente tornou-se acionista majoritária. Essa aquisição marcou o início de mudanças na estratégia da empresa, como a eleição do atual diretor presidente, Pedro de Godoy Bueno. As mudanças concentraram-se principalmente na aquisição de laboratórios e hospitais para ampliar o portfólio da companhia.
Atualmente, a empresa possui mais de 40 mil profissionais responsáveis por atender as necessidades em saúde de todos os clientes e possui 15 hospitais por meio de sua subsidiária Ímpar Serviços Hospitalares, além de mais de 900 unidades ambulatoriais, como laboratórios, centros de radiologia e consultas, telemedicina, clínicas especializadas e a Dasa Empresas, corretora de planos de saúde responsável por mais de 500 mil vidas.
Em 2021 lançou a plataforma Nav, uma aplicação que concentra serviços de telemedicina, agendamento de consultas e disponibilização de resultados.

## Marcas da Dasa
A empresa possui mais de 54 marcas distintas de medicina diagnóstica, hospitais e centros médicos presentes em todas as regiões do Brasil, no Uruguai e na Argentina. A empresa iniciou em 2021 um processo de reestruturação da marca no Brasil agregando o logotipo do grupo ao nome das unidades operacionais.
Marcas em São Paulo:
- Alta Excelência Diagnóstica;
- Delboni Medicina Diagnóstica;[9]
- LabSim;
- CPClin: Centro de Pesquisas Clínicas;
- Hospital e Maternidade Christóvão da Gama;
- Christóvão da Gama Diadema;[10]
- Leforte;[11]
- Insitus Genética;
- Cytolab: Medicina Diagnóstica;
- Vital Brasil: Laboratório Médico;
- Salomão Zoppi;[9]
- Laboratório Oswaldo Cruz;
- Lavoisier: Laboratório e Imagem;[9]
- Deliberato: Análises Clínicas;
- Previlab;
- ValeClin;
- Padrão Ribeirão;
- ItuLab;
- Hospital Santa Paula;
- Hospital Nove de Julho;
- Hemat;[12]
- Dasa Oncologia.

Marcas no Rio de Janeiro: 
- Alta Excelência Diagnóstica;
- Sérgio Franco;[9]
- CDPI;
- Lâmina;[9]
- Bronstein;
- Multi-Imagem;
- Grupo Carmo;
- CHN: Complexo Hospitalar de Niterói;[13]
- São Lucas: Hospital Copacabana.[13]

Marcas no Centro-Oeste: 
- Exame: Imagem e Laboratório;
- Cedic Cedilab;
- Atalaia;
- Hospital Brasília;
- Maternidade Brasília;
- Laboratório Bioclínico.

Marcas no Nordeste:
- Cerpe;
- LabPasteur;
- Gilson Cidrim;
- Unimagem;
- Leme Image;
- Laboratório Gaspar;
- Cerpe Prime;
- Hospital da Bahia.

Marcas no Sul:
- Frischmann Aisengart;
- Santa Luzia;
- Ghanem;
- Lâmina;
- Laboratório Álvaro;
- Grupo São Camilo;
- Antonello;
- CEC: Laboratório Vacinas;
- Grupo Exame;
- Exame Laboratório;[14]
- Lunav: Análises Clínicas;
- Laboratório Senhor dos Passos.

Marcas no Sudeste:
- São Marcos;[15]
- Lab Hormon;[16]
- Laborfase Padrão;
- Laboratório Dairton Miranda;
- Martins & Godoy;
- PhD - Laboratório de Patologia Cirúrgica e Molecular.

Outras marcas no Brasil:
- Álvaro Apoio;
- CientíficaLab: Tecnologia em Diagnósticos;
- GeneOne: Excelência Genômica;
- Genera;
- ChromaTox.

Marca no Uruguai:
- Genia: Genética Molecular.

Marca na Argentina: 
- Diagnóstico Maipu.

## Serviços oferecidos
Os setores de diagnósticos da empresa estão estruturados em três áreas de atendimento: ambulatório e hospitalar, que realiza análises clínicas e diagnósticos por imagem; apoio laboratorial, que atende laboratórios de pequeno e médio porte, e setor público de saúde, que tem como foco a prestação de serviços auxiliares de apoio diagnóstico ao setor público de saúde.